# Batalha de Cades

Síria sob domínio hitita

A Batalha de Cades (ou Cadexe, Kadesh, Cadech ou Qadesh) travou-se entre o Egito, sob a égide de Ramessés II, e o Império Hitita, comandado por Muatal II, às margens do rio Orontes, junto à cidade-fortaleza de Cades (localizada na moderna Síria).

## Prelúdio
Após uma derrota no vale do Orontes, os hititas abandonaram o objetivo de desalojar os egípcios da Fenícia e da Canaã. Por sua vez, o faraó Seti I não estava interessado em prolongar o conflito e as duas partes fizeram um acordo de paz.
Quinze anos mais tarde, Ramessés II lança-se numa aventura contra os hititas, que quase lhe custou a própria vida. No quarto ano de seu reinado (cerca de 1 279 a.C.), Ramessés II visitou a Fenícia para fixar marcos fronteiriços nos limites de seu império asiático. No entanto, avançou deliberadamente sobre terras que Tutemés III conquistara no passado, mas que posteriormente tinham sido reconquistadas pelos hititas, sobretudo nos tempos desastrosos de Aquenáton. Esta provocação desencadeou a guerra entre os dois impérios no ano seguinte, com o avanço de um numeroso exército egípcio, liderado pelo próprio faraó, no vale do Orontes.

## Forças
Para deter a investida dos africanos, o rei hitita, Muatal,  mobilizou seu exército e convocou seus aliados. Aos cati dos altiplanos da Anatólia e seus dependentes da Cilícia, juntaram-se os hititas de Carquemis, os homens de Alepo, de Nucassi, de Nacarim, os fenícios de Arvade, o povo de Ugarite e Quedi (alguns deles ex-tributários do Egito), além daqueles que vieram dos confins do império: os pedasa, os ariuna, os lícios, os mísios e os dardânios. Toda essa hoste foi reunida próximo à fortaleza de Cades, com o propósito de bloquear o progresso dos egípcios sobre o Orontes.
Por seu turno, Ramessés contava com os mercenários sardina e com as tropas negras do Sudão (que tanto terror inspiravam aos asiáticos), além do próprio exército egípcio, disposto em quatro divisões, cada uma sob a bandeira de um deus: Ámon, Rá, Ptá e Sete. Em termos quantitativos, as forças egípcias eram inferiores às do inimigo, porém possuíam maior mobilidade e disciplina tática.

## Batalha
Vindo da Fenícia, Ramessés II penetrou no vale do Orontes, marchando rio abaixo. Iludido pelo relato de prisioneiros hititas (que se deixaram capturar), ele acreditou que Muatal ainda se encontrava em Alepo, seguindo rumo a Cades. Foi então que planejou capturar a fortaleza, antecipando-se à chegada das forças hititas. Imprudente,  avançou acompanhado apenas por sua guarda pessoal e seguido de perto pela divisão Ra, enquanto o grosso do exército, mais lento, ficava para trás.
Próximo a Cades, Ramessés II deu-se conta de que caíra em uma armadilha. Forças hititas, que se haviam dissimulado ao norte da fortaleza, cortaram ao meio e dizimaram a divisão Ra,  e ainda tomaram o acampamento do faraó. Cercado, o rei teve que lutar pela própria vida, abrindo caminho à força, com seus carros, através da massa de carros inimigos, para juntar-se à divisão Ptá, que corria em seu socorro.
Apesar dos óbvios exageros do Poema de Pentaur, a verdade é que Ramessés II e os que estavam ao seu lado realizaram prodígios de valor, lutando admiravelmente. Pode-se dizer que foi a coragem e o destemor deles, ao se lançarem contra o inimigo muito mais numeroso, adjunto ao fato de que os Hititas perderam um precioso tempo pilhando os ouros do acampamento egípcio, que acabou revertendo o resultado dessa batalha que poderia ter se tornado um dos maiores desastres militares da história do Egito.
Com a chegada das outras divisões, as forças egípcias desbarataram os carros hititas, empurrando-os para o rio, em cujas águas muitos pereceram. Nesse dia tombaram: Cameiaza e Todal (chefes dos tuhiru), Garbatusa, Samirtusa, Mezarima, Zauazasa (chefe dos tuisa), além do próprio irmão do rei hitita, Sapajar.
Diante do fracasso de seu plano, Muatal retirou-se com o resto de seu exército para o norte, enquanto os egípcios, demasiado exaustos e com numerosas baixas, não tiveram forças para persegui-los. Ramessés preferiu retornar ao Egito, onde ele e seus generais trataram de divulgar o resultado da batalha como uma retumbante vitória. Muatal, que pouco tempo depois viria a falecer, fez o mesmo (em sentido inverso) entre os seus.

## Resultados

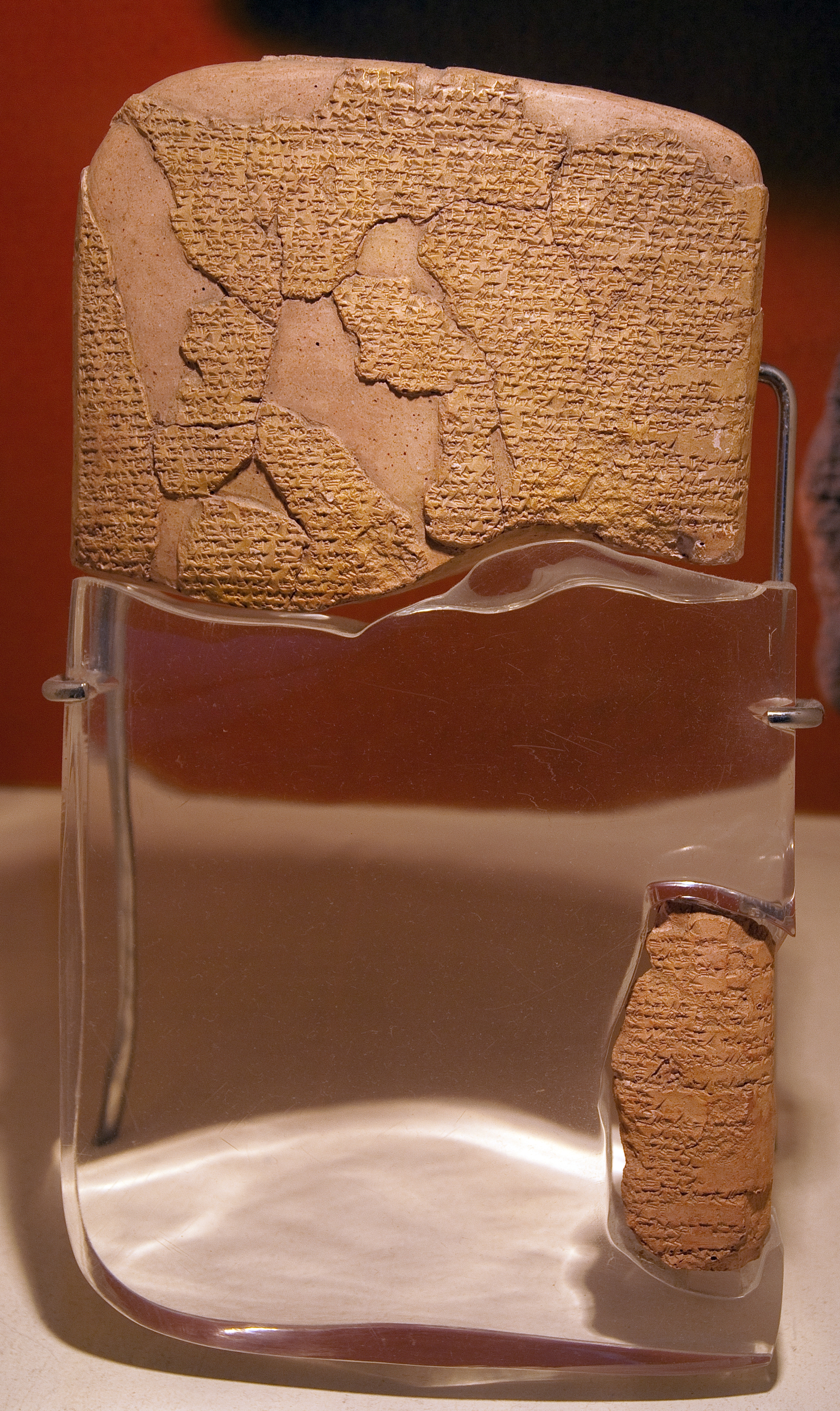
Placa menor do Tratado de Cades, descoberta em Boğazköy, Turquia. Encontra-se no Museu do Antigo Oriente, um dos Museus de Arqueologia de Istambul.

Em termos estratégicos, a Batalha de Cades terminou sendo um "empate técnico". Os exércitos empataram em combate mas os hititas impediram o avanço egípcio no vale do Orontes e ainda expandiram seus territórios sobre reinos antes egípcios. Portanto a guerra, como um todo, teve triunfo Hitita. No final, os dois impérios reconheceram (como nos tempos de Seti I) possuir forças equivalentes, e que, portanto, nenhum dos dois podia aspirar destruir o outro. Anos depois, um acordo entre egípcios e hititas deu origem ao primeiro tratado de paz conhecido da história.
Durante todo o seu longo reinado, Ramessés II jamais voltaria a acalentar o propósito de expandir seus domínios asiáticos, às custas dos cati. A amarga experiência em Cades obrigou-o moderar sua impetuosidade guerreira.